# دیوید جرمین
دیوید جرمین (انگلیسی: David Germain؛ زادهٔ ۱۹۷۶) طبل‌زن اهل ایالات متحده آمریکا است.